# Lira (Uganda)
Lira – miasto w środkowej Ugandzie, w dystrykcie Lira, około 90 kilometrów na południowy wschód od Gulu. Liczy 108.600 mieszkańców. Ośrodek handlowo-usługowy regionu uprawy bawełny, orzeszków ziemnych, sezamu; węzeł drogowy. Trzecie co do wielkości miasto kraju.
Stolica Diecezji Lira.